# Urban Gillström
Urban Gillström, född 25 mars 1964 i Sala, är en svensk företagsledare. Han var verksam inom Ericsson i drygt 15 år, bland annat som verkställande direktör för Sony Ericsson Mobile Communications i USA och som vd för Ericsson Enterprise AB från sommaren 2005. Efter en vd-post inom det amerikanska företaget Comverse Inc blev han i februari 2010 vd för Tradedoubler.